# Přebor československé republiky 1953
Přebor Československé republiky 1953 byl 28. ročník československé fotbalové ligy. Hrálo se pouze jednokolově za účasti 14 týmů. Složení soutěže bylo určeno Státním výborem pro tělesnou výchovu a sport po dohodě s příslušnými Dobrovolnými sportovními organizacemi bez ohledu na dřívější umístění v lize. Stalo se tak, že se v lize objevila čtyři nová mužstva, a sice tři nově vzniklá mužstva ozbrojených složek (Tankista Praha, Křídla vlasti Olomouc, Červená hviezda Bratislava) a Slávia Bratislava VŠ. Tým Dynamo ČSD Košice, který skončil roku 1952 dvanáctý a měl sestoupit, zůstal v soutěži pod názvem Lokomotíva Košice. Místo novým celkům museli uvolnit Teplice, Trnava, Žilina a Vítkovice, nedostalo se ani na tým z Topoľčan, který měl působit jako nováček. Během rozsáhlé reorganizace došlo také ke změně názvu většiny klubů, v celé zemi tak vznikla řada Spartaků, Dynam, Tatranů nebo Jisker, které nahradili bývalé Slavie, Slavoje či Slovany. První titul získal Ústřední dům armády Praha, bývalý ATK a pozdější Dukla.
Tento ročník začal v neděli 10. května 1953 úvodními dvěma zápasy 1. kola a skončil v neděli 1. listopadu téhož roku v Praze na Strahově zbývajícím utkáním 13. kola mezi ÚDA Praha a Lokomotívou Košice (7:0).

## Konečná tabulka soutěže
| Poř. | Tým                        | Z  | V  | R | P  | VG | OG | TP  | B  |
| ---- | -------------------------- | -- | -- | - | -- | -- | -- | --- | -- |
|      | ÚDA Praha                  | 13 | 10 | 2 | 1  | 41 | 12 | +29 | 22 |
| 2.   | Spartak Praha Sokolovo     | 13 | 9  | 1 | 3  | 26 | 18 | +8  | 19 |
| 3.   | Červená hviezda Bratislava | 13 | 8  | 2 | 3  | 24 | 14 | +10 | 18 |
| 4.   | Křídla vlasti Olomouc      | 13 | 7  | 3 | 3  | 17 | 7  | +10 | 17 |
| 5.   | Baník Kladno               | 13 | 7  | 2 | 4  | 36 | 22 | +14 | 16 |
| 6.   | Tatran Prešov              | 13 | 6  | 3 | 4  | 26 | 23 | +3  | 15 |
| 7.   | Tankista Praha             | 13 | 6  | 2 | 5  | 32 | 25 | +7  | 28 |
| 8.   | Dynamo Praha               | 13 | 6  | 2 | 5  | 22 | 22 | 0   | 14 |
| 9.   | Slovan Bratislava ÚNV      | 13 | 5  | 3 | 5  | 26 | 21 | +5  | 13 |
| 10.  | Baník Ostrava              | 13 | 4  | 2 | 7  | 15 | 25 | -10 | 10 |
| 11.  | Slavoj Liberec             | 13 | 3  | 1 | 9  | 19 | 37 | -18 | 7  |
| 12.  | Slávia Bratislava VŠ       | 13 | 2  | 2 | 9  | 17 | 30 | -13 | 6  |
| 13.  | Jiskra Gottwaldov          | 13 | 2  | 2 | 9  | 18 | 34 | -16 | 6  |
| 14.  | Lokomotíva Košice          | 13 | 2  | 1 | 10 | 12 | 41 | -29 | 5  |

## Rekapitulace soutěže
| Československá Fotbalová liga 1953     |                                                       |
|                                        |                                                       |
| Ocenění                                |                                                       |
| Vítěz                                  | ÚDA Praha (1. titul)                                  |
| Pohyb v soutěži                        |                                                       |
| Sestupující do II. ligy                | Jiskra Gottwaldov                                     |
| Sestup do nižších soutěží              | Slavoj Liberec Slávia Bratislava VŠ Lokomotíva Košice |
| Postupující do I. ligy                 | Spartak Praha Stalingrad Iskra Žilina                 |
| Nejlepší střelec                       |                                                       |
| Josef Majer – (Baník Kladno) – 13 gólů |                                                       |

## Nejlepší střelci
| Poř.  | Hráč          | Klub                  | Branky |
| ----- | ------------- | --------------------- | ------ |
| 1.    | Josef Majer   | Baník Kladno          | 13     |
| 2.    | Jiří Kuchler  | Baník Kladno          | 12     |
| 3.    | Jozef Čurgaly | Slovan Bratislava ÚNV | 10     |
| 4.-5. | Jiří Feureisl | Tankista Praha        | 9      |
| 4.-5. | Ota Hemele    | ÚDA Praha             | 9      |

## Soupisky mužstev

### ÚDA Praha
Břetislav Dolejší (8/0/3),
Václav Pavlis (6/0/3) –
Jaroslav Borovička (13/3),
Karol Dobay (13/2),
Ota Hemele (9/9),
Jan Hertl (12/8),
František Ipser (1/0),
Viliam Jakubčík (12/6),
Jiří Ječný (11/0),
Karel Kaura (1/0),
Anton Kopčan (9/0),
Josef Masopust (2/0),
Anton Moravčík (4/7),
Ladislav Novák (11/0),
Svatopluk Pluskal (3/0),
Zdeněk Stanczo (4/0),
František Šafránek (10/1),
Jiří Trnka (12/4),
Ivo Urban (7/1) –
trenér Bohumil Musil

### Spartak Praha Sokolovo
André Houška (13/0/2),
Zdeněk Roček (1/0/0) –
Josef Crha (12/2),
Jiří Hejský (7/1),
Miroslav Chýle (2/0),
Ladislav Koubek (13/2),
Oldřich Menclík (13/0),
Karel Novák (4/0),
Miroslav Pergl (2/0),
Jiří Pešek (12/8),
Miroslav Pohuněk (5/0),
Vlastimil Preis (12/3),
Zdeněk Procházka (12/2),
Antonín Rýgr (6/3),
Karel Senecký (11/0),
Karel Sirotek (8/3),
Emil Svoboda (6/1),
Miroslav Zuzánek (13/1) –
trenéři Erich Srbek (1.–7. kolo) a Antonín Rýgr (8.–13. kolo)

### ČH Bratislava
František Hlavatý (5/0/1),
František Zvonek (9/0/2) –
Emil Arpáš (6/0),
Milan Balážik (11/3),
Dezider Cimra (12/3),
Jozef Eliášek (7/1),
Jozef Gögh (11/0),
Vlastimil Hlavatý (6/1),
Arnošt Hložek (13/0),
Ladislav Kačáni (12/6),
Juraj Kadlec (12/0),
Jaroslav Košnar (11/5),
Božin Laskov (13/1),
Štefan Matlák (5/0),
Bohdan Ujváry (11/3),
Vladimír Venglár (10/0) + 1 vlastní –
trenér József Ember

### Křídla vlasti Olomouc
Viliam Schrojf (13/0/8) –
Mikuláš Čirka (13/0),
František Dalajka (9/0),
František Haž (1/0),
Jiří Hledík (13/0),
Valentín Chrenko (1/0),
Jaroslav Jareš (11/2),
Alois Jegla (10/6),
Tadeáš Kraus (12/4),
Viktor Lávička (1/0),
Ladislav Melichar (6/0),
Stanislav Navrátil (11/0),
Josef Ondračka (12/1),
Josef Pavelka (5/0),
Ján Polgár (4/2),
Miroslav Přibyl (2/1),
Ladislav Svoboda (13/1),
František Trávníček (12/0) –
trenér Rudolf Vytlačil

### Baník Kladno
Jan Biskup (3/0/1),
Vladimír Plátek (10/0/0) –
František Bragagnolo (13/5),
Antonín Brynda (12/0),
Jan Fábera (13/0),
Vladimír Fous (12/0),
Zdeněk Kofent (9/1),
Václav Kokštejn (12/2),
Jiří Kuchler (13/12),
Miroslav Linhart (12/0),
Josef Majer (13/13),
Eduard Möstl (2/0),
Václav Peták (6/0),
Václav Sršeň (12/3),
František Štěpán (10/0),
Josef Vencl (1/0) –
trenér Karel Sklenička

### Tatran Prešov
Karol Tibenský (13/0/2) –
František Feczko (13/2),
Ján Gajdoš (12/4),
Ján Karel (13/0),
Jozef Karel (9/4),
Jozef Kuchár (12/4),
František Kušnír (13/0),
Ladislav Pavlovič (10/3),
Rudolf Pavlovič (7/3),
Michal Pucher (12/4),
Ján Sabol (2/0),
František Semeši (12/0),
Anton Varga (9/1),
Rudolf Zibrínyi (13/1) –
hrající trenér Jozef Karel

### Tankista Praha
Vladislav Basák (3/0/1),
Imrich Stacho (11/0/0) –
Pavel Antl (11/5),
Alois Copek (4/1),
Jiří Feureisl (8/9),
Václav Hovorka (8/7),
Ladislav Hubálek (5/1),
Karel Matějček (1/0),
Miroslav Klofáč (3/0),
Miloš Kozderka (1/0),
Josef Král (7/0),
Maxmilián Mrázik (6/1),
Miroslav Ošťádal (8/0),
Arnošt Pazdera (6/0),
Jiří Samec (1/0),
Vojtech Skyva (13/2),
Jozef Steiner (13/0),
Ladislav Steiner (13/0),
Gejza Šimanský (10/3),
Milan Tatiersky (1/0),
Jaroslav Tyllich (4/0),
Ján Urbanič (12/1) + 2 vlastní (obě Július Vaško) –
hrající trenér Jozef Steiner (1.–5. kolo), trenér Vladimír Bína (6.–13. kolo)

### Dynamo Praha
Alois Jonák (3/0/1),
Emil Kabíček (10/0/2) –
Ján Andrejkovič (10/3),
Josef Bican (9/7),
František Hampejs (10/0),
Josef Hlaváček (5/0),
Stanislav Hlaváček (1/0),
Jiří Huml (10/4),
František Ipser (2/0),
Jiří Karásek (2/0),
Josef Kettner (6/0),
Stanislav Kocourek (12/0),
Jaroslav Marek (9/0),
Josef Moravec (12/0),
Václav Šofr (4/0),
Miloš Štádler (11/0),
Bohumil Trubač (12/2),
Miloš Urban (11/6) –
trenér Emil Seifert

### Slovan Bratislava
Ferdinand Hasoň (1/0/0),
Theodor Reimann (10/0/3),
Július Tomanovič (3/0/1) –
Jozef Baláži (12/3),
Michal Benedikovič (12/0),
Pavol Beňa (13/1),
Jozef Čurgaly (13/10),
Milan Dolinský (4/0),
Jozef Jajcaj (13/0),
Jozef Král (1/0),
Alexander Matúšek (5/1),
Emil Melicher (3/0),
Karel Novák (3/0),
Emil Pažický (13/9),
Vladimír Pažický (4/0),
Jozef Šidlo (12/2),
Viktor Tegelhoff (12/0),
Leopold Trenčanský (5/0),
Anton Urban (4/0),
Michal Vičan (10/0) –
trenér Anton Bulla

### Baník Ostrava
Václav Kojecký (13/0/1) –
Milan Černík (4/1),
Jan Dembický (7/1),
František Drga (13/1),
Oldřich Foldyna (1/0),
Antonín Guňka (4/0),
Jindřich Jahoda (13/0),
František Kaločík (9/0),
Ladislav Komínek (1/0),
Oldřich Konečný (8/1),
Ladislav Krol (9/0),
Milan Michna (10/1),
Jaroslav Němčík (4/0),
Jiří Nevrlý (10/0),
Karel Sedláček (13/2),
Rudolf Sekula (4/1),
Josef Siuda (12/2),
Jaroslav Šimonek (5/1),
Miroslav Wiecek (9/4) –
hrající trenér Jaroslav Šimonek

### Slavoj Liberec
Jaroslav Vít (10/0/0),
Albert Sopr (2/0/0) –
Václav Blažejovský (6/0),
František Havránek (12/0),
František Homola (3/1),
Josef Kadraba (8/3),
Josef Kvapil (10/2),
Rudolf Liška (5/1),
... Mokrejš (1/0),
Jindřich Musil (12/0),
Ladislav Přáda (11/7),
Antonín Slaba (12/0),
Jiří Slabihoudek (6/0),
Václav Souček (6/1),
... Šíma (9/0),
... Špilling (1/0),
Jaroslav Trégl (12/0),
... Vodička (5/1),
... Zach (5/0),
... Zamazal (1/0) + 3 góly (kontumace s Dynamem Praha) –
trenér Jan Knobloch-Madelon

### Slávia Bratislava VŠ
Pavel Belluš (13/0/1),
Zdeněk Placheta (nenastoupil),
Stanislav Schenko (1/0/0) –
Jozef Belák (9/1),
Ivan Benko (1/0),
Vladimír Bouzek (12/6),
Zdeněk Crlík (13/1),
Igor Fillo (10/2),
Ján Greššo (7/1),
Jozef Hanák (1/0),
Ferdinand Hrabovský (1/0),
Dušan Koník (12/5),
Alexander Lančarič (3/0),
Belo Malaga (6/0),
Ladislav Németh (8/0),
Štefan Pápež (3/0),
Jozef Pukalovič (12/0),
František Samuelčík (13/0),
Josef Sousedík (8/0),
Emil Svoboda (6/1),
Ján Škripko (3/0),
Ivan Valášek (8/1) –
trenér Karol Bučko

### Jiskra Gottwaldov
František Jordák (7/0/0),
... Mitváček (1/0/0),
Josef Odstrčilík (6/0/0) –
... Bednář (9/2),
Emil Fajkus (6/1),
Vladimír Hönig (7/4),
... Hýbler (13/0),
Antonín Knapek (13/0),
František Langer (12/1),
Jiří Langer (3/0),
Jaromír Markytán (2/0),
... Nikodém (1/0),
Miloslav Novák (12/0),
Otakar Novák (10/0),
Josef Pavelka (4/1),
... Šíra (13/0),
Karel Trojan (6/0),
Tomáš Veverka (1/0),
Vlastimil Vidlička (13/3),
... Vlašic (11/6),
.. Žaludek (2/0) –
trenér Josef Kuchynka

### Lokomotíva Košice
Tibor Magyar (6/0/0),
Alexander Škultéty (8/0/0),
... Vachovec (1/0/0) –
Leo Brodík (3/0),
Ján Czeszciczky (11/0),
Július Dávid (8/1),
Alois Dolejší (5/0),
Milan Dolinský (1/0),
Jozef Dubiel (7/0),
J... Fecko (7/0),
Jozef Gašparík (8/0),
František Greškovič (11/1),
Jiří Hladík (2/0),
Andrej Iľko (13/0),
Július Kánássy (13/4),
Štefan Košč (3/0),
Viliam Lenárt (8/3),
Peter Lovacký (5/0),
... Mižík (1/0),
Ondrej Nepko (13/1),
Alexander Pollák (6/2),
... Raušer (1/0),
Ladislav Skubík (4/0),
Július Vaško (7/0),
Ladislav Zákršmid (2/0) –
trenér Alexander Ivanko